# Danny Vranes
Daniel LaDrew "Danny" Vranes (Salt Lake City, Utah, 29 de octubre de 1958) es un exjugador de baloncesto estadounidense que disputó siete temporadas de la NBA, acabando su carrera profesional en la liga italiana tras un breve paso por la liga griega. Con 2,00 metros de estatura, jugaba en la posición de ala-pívot.

## Trayectoria deportiva

### Universidad
Jugó durante 4 temporadas con los Utes de la Universidad de Utah, a donde llegó tras haber sido elegido en su etapa de high school para el McDonald's All-American Team en 1977. En el total de su andadura universitaria promedió 15,4 puntos y 8,6 rebotes por partido. Fue incluido en el segundo equipo All-American en 1981, y su camiseta con el número 23 ha sido retirada como homenaje tanto por su instituto Skyline como por su universidad.

### Profesional
Fue elegido en la quinta posición del Draft de la NBA de 1981 por Seattle Supersonics, equipo con el que comenzó como suplente, promediando en su primera temporada 4,9 puntos y 2,6 rebotes por partido. Al año siguiente se ganó un puesto en el quinteto titular, aunque sin mejorar demasiado sus estadísticas. Su característica principal era la defensa, ganándose un puesto en el segundo mejor quinteto defensivo de la NBA en la temporada 1984-85.
Poco antes del comienzo de la temporada 1986-87 fue traspasado a Philadelphia 76ers junto con Tim McCormick a cambio de Clemon Johnson y una primera elección en el draft. Allí pasó dos temporadas en las que apenas jugó menos de 15 minutos por partido, optando por irse a jugar a Europa. En 1988 fichó por el AEK Atenas de la liga griega, donde jugó una temporada, para posteriormente irse a jugar a la liga italiana, donde jugó en los equipos de Teorema Arese y Pallacanestro Varese, antes de retirarse en 1992. En sus 7 temporadas como profesional de la NBA promedió 5,1 puntos y 3,9 rebotes por partido.

## Estadísticas de su carrera en la NBA

### Temporada regular
| Temporada | Edad | Equipo              | Liga | P   | TIT | MIN  | TC  | TCA | %TC  | 3P  | 3PA | %3P  | TL  | TLA | %TL  | R.OF. | R.DEF. | REB | ASIS | ROB | TAP | PER | FP  | PTS |
| 1981-82   | 23   | Seattle SuperSonics | NBA  | 77  | 1   | 14.0 | 1.9 | 3.4 | .546 | 0.0 | 0.0 | .000 | 1.2 | 1.9 | .601 | 0.9   | 1.6    | 2.6 | 0.7  | 0.4 | 0.3 | 0.9 | 1.9 | 4.9 |
| 1982-83   | 24   | Seattle SuperSonics | NBA  | 82  | 73  | 25.0 | 2.8 | 5.2 | .527 | 0.0 | 0.0 | .000 | 1.4 | 2.5 | .550 | 2.2   | 3.0    | 5.2 | 1.5  | 0.6 | 0.6 | 1.2 | 3.1 | 6.9 |
| 1983-84   | 25   | Seattle SuperSonics | NBA  | 80  | 72  | 27.2 | 3.2 | 6.2 | .521 | 0.0 | 0.0 | .000 | 1.9 | 3.0 | .648 | 1.9   | 3.1    | 4.9 | 1.7  | 0.6 | 0.7 | 1.5 | 3.3 | 8.4 |
| 1984-85   | 26   | Seattle SuperSonics | NBA  | 76  | 70  | 28.5 | 2.4 | 5.3 | .463 | 0.0 | 0.1 | .250 | 0.9 | 1.7 | .528 | 2.0   | 3.7    | 5.7 | 2.0  | 1.0 | 0.8 | 1.6 | 3.4 | 5.8 |
| 1985-86   | 27   | Seattle SuperSonics | NBA  | 80  | 19  | 19.6 | 1.6 | 3.6 | .461 | 0.0 | 0.1 | .000 | 0.5 | 0.9 | .520 | 1.4   | 2.1    | 3.5 | 0.9  | 0.8 | 0.4 | 0.7 | 2.7 | 3.8 |
| 1986-87   | 28   | Philadelphia 76ers  | NBA  | 58  | 6   | 14.1 | 1.0 | 2.4 | .428 | 0.0 | 0.1 | .200 | 0.4 | 0.8 | .467 | 0.9   | 1.6    | 2.5 | 0.5  | 0.6 | 0.4 | 0.4 | 2.2 | 2.4 |
| 1987-88   | 29   | Philadelphia 76ers  | NBA  | 57  | 5   | 13.5 | 0.9 | 2.1 | .438 | 0.0 | 0.1 | .000 | 0.3 | 0.6 | .429 | 0.8   | 1.3    | 2.1 | 0.6  | 0.5 | 0.6 | 0.4 | 1.8 | 2.1 |
| Total     |      |                     | NBA  | 510 | 246 | 20.8 | 2.1 | 4.2 | .496 | 0.0 | 0.0 | .105 | 1.0 | 1.7 | .570 | 1.5   | 2.4    | 3.9 | 1.2  | 0.7 | 0.5 | 1.0 | 2.7 | 5.1 |

### Playoffs
| Temporada | Edad | Equipo              | Liga | P  | MIN | TCA | TC | 3PA | 3P | TLA | TL | R.OF. | REB | ASIS | ROB | TAP | PER | FP | PTS | %TC  | %3P  | %FT  | MIN  | PTS | REB | AST |
| 1981-82   | 23   | Seattle SuperSonics | NBA  | 6  | 29  | 1   | 5  | 0   | 0  | 1   | 2  | 1     | 2   | 0    | 1   | 0   | 2   | 2  | 3   | .200 |      | .500 | 4.8  | 0.5 | 0.3 | 0.0 |
| 1982-83   | 24   | Seattle SuperSonics | NBA  | 2  | 56  | 6   | 17 | 0   | 0  | 0   | 0  | 9     | 19  | 1    | 0   | 1   | 1   | 7  | 12  | .353 |      |      | 28.0 | 6.0 | 9.5 | 0.5 |
| 1983-84   | 25   | Seattle SuperSonics | NBA  | 5  | 147 | 16  | 39 | 0   | 1  | 4   | 7  | 16    | 38  | 11   | 3   | 6   | 5   | 24 | 36  | .410 | .000 | .571 | 29.4 | 7.2 | 7.6 | 2.2 |
| 1986-87   | 28   | Philadelphia 76ers  | NBA  | 2  | 3   | 0   | 0  | 0   | 0  | 0   | 0  | 0     | 3   | 0    | 0   | 0   | 0   | 1  | 0   |      |      |      | 1.5  | 0.0 | 1.5 | 0.0 |
| Total     |      |                     | NBA  | 15 | 235 | 23  | 61 | 0   | 1  | 5   | 9  | 26    | 62  | 12   | 4   | 7   | 8   | 34 | 51  | .377 | .000 | .556 | 15.7 | 3.4 | 4.1 | 0.8 |